# Новая Могильница
Новая Могильница (укр. Нова Могильниця) — село в Теребовлянской городской общине Тернопольского района Тернопольской области Украины.
До 2020 года входило в Теребовлянский район.
Население по переписи 2001 года составляло 643 человека. Занимает площадь 887 км². Почтовый индекс — 48152. Телефонный код — 3551.